# 김정미 (기업인)
김정미는 대한민국의 기업가이다. 반려동물 질병 진단 키트 제조 기업 베트올의 대표이다.

## 생애
그는 서울대 대학원 학사를 마치고 미국 텍사스 오스틴 대학에서 박사, 미국 MIT에서 박사 후 연구과정을 마친다. 이후 질병관리본부 보건연구사로 입사한 그는 공무원 생활이 맞지 않아 DNA칩을 이용한 진단칩을 개발하는 벤처 회사에 입사하였다. 자궁경부암 진단에 사용되는, 세계 최초로 식약청 허가를 받은 진단칩 개발에 참여하였다. 이후 대기업 자회사로 옮겨 진단사업팀을 운영했는데 회사가 사업을 정리하는 김에 진단사업팀의 팀원들과 함께 창업을 하게 된다. 베트올을 창업하는 과정에서 경쟁 대상이 적고 성장가능성이 높다는 계산으로 진단 대상을 동물로 바꾸었다. 베트올은 세계 동물 의료 시장에서 5위 이내의 기업이 되었으며 대표 본인은 2017년 산업통상자원부 장관 표창, 베트올은 2018년 고용노동부 선정 강소기업 선정, 농림축산식품부 장관 표창을 받았다.